# Matěj Štrunc
Matěj Metoděj Štrunc (* 12. května 1996 Brno) je český hudebník a herec, v letech 2017 až 2020 člen souboru Městského divadla Zlín.

## Život
Vystudoval herectví na Konzervatoři Brno. První herecké zkušenosti získal v brněnském Divadle Radost a v Národním divadle Brno na činoherní scéně i v pozici komparsu na scéně operní. V letech 2017 až 2020 byl členem souboru Městského divadla Zlín.
Je hudebně nadaný, umí hrát na několik hudebních nástrojů (např. kytara, cimbál, saxofon, klavír či kontrabas). Byl členem folkrockové kapely Ateliér. Spolupracuje s cestovatelským spolkem Expedition Club. Co se týká filmové a televizní tvorby, tak se objevil ve filmu Vejška (2014) a ve studentském filmu Eugen (2018).
V roce 2022 vydal první sólové album s názvem Lidověk. Za přítomnosti cimbálu, houslí a dalších akustických nástrojů v něm mísí lidové písně spolu se syntezátory, bicími, elektronickým a moderním zvukem.